# Ain’t Misbehavin’ (песня)
«Ain’t Misbehavin’» — песня, написанная Томасом (Фэтсом) Уоллером, Гарри Бруксом (музыка) и Энди Разафом (слова). Стала популярной благодаря исполнению Луи Армстронга в музыкальном ревю Hot Chocolates, премьера которого состоялась на Бродвее в июне 1929 года.

## Список композиций

### Версия Луи Армстронга с его оркестром
10-дюймовая пластинка на 78 оборотов (Okeh 8714, 1929)
1. «(What Did I Do to Be So) Black and Blue»
2. «Ain’t Misbehavin’»[5][6][7]

### Версия Томаса Уоллера
10-дюймовая пластинка на 78 оборотов (Victor 22108, 1929)
A. «Ain’t Misbehavin’»
B. «Sweet Savannah Sue»
Эта инструментальная фортепианная версия считается «классической».

## Другие версии
Песню исполняли, в частности, музыкальный ансамбль Charleston Chasers (вокалистка Ева Тейлор), Сигер Эллис со своим оркестром, Рут Эттинг, а также Лео Райзман со своим оркестром (вокалист Лью Конрад).
Мэри Бет Хьюз пела эту песню в музыкальнром фильме Follow the Band (1943), а Фэтс Уоллер и Ада Браун — в фильме Stormy Weather (20th Century Fox, 1943).